# Evansville (Indiana)
Evansville város az USA Indiana államában. Lakosainak száma 117 298 fő (2020. április 1.).

## Népesség
A település népességének változása:

| 2010 | 117 429 |
| 2020 | 117 298 |